# Cellana livescens
Cellana livescens là một loài ốc biển, là động vật thân mềm chân bụng sống ở biển thuộc họ Fissurellidae.

## Phân bố

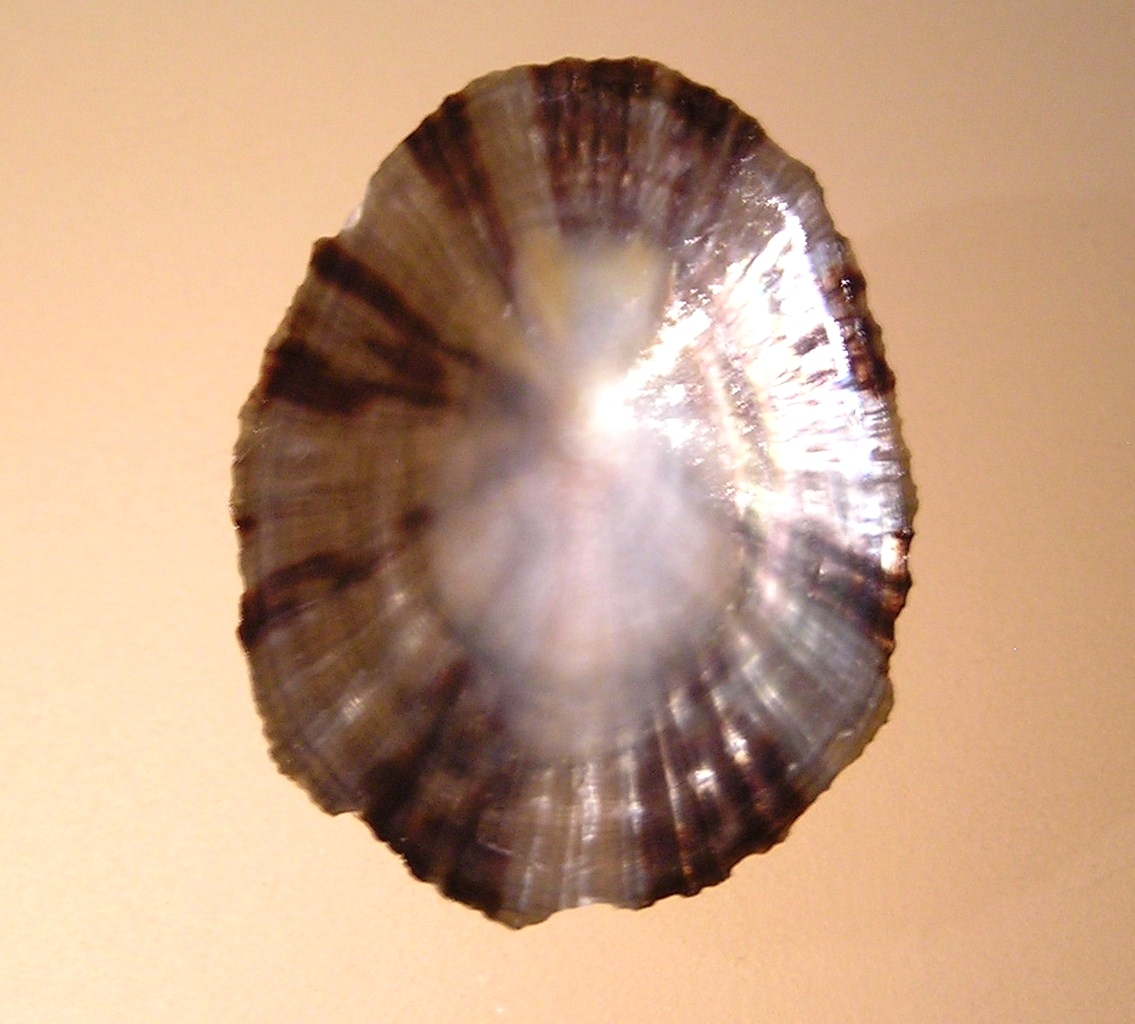
ventral view